# Squalodon
Lo squalodonte (gen. Squalodon) è un cetaceo estinto, appartenente agli squalodontidi. Visse tra l'Oligocene inferiore e il Miocene medio (33-14 milioni di anni fa) e i suoi resti fossili sono stati ritrovati principalmente in Europa e in Nordamerica.

## Descrizione
Questo animale era lungo circa 3 metri e possedeva un corpo piuttosto simile a quello delle odierne focene. Il cranio, però, era molto diverso: la forma era notevolmente allungata, in particolare il muso dotato di denti robusti e molto diversi da quelli dei delfini odierni. I molari, difatti, erano a doppia radice e di forma triangolare, al contrario di quelli conici di delfini e capodogli. Il margine, inoltre, era dentellato e adattato per tagliare in due le prede. I denti erano sostanzialmente simili a quelli degli squali (da qui il nome Squalodon) e dei cetacei primitivi (Archaeoceti).
Altre caratteristiche antiquate di Squalodon includono le vertebre cervicali, che garantivano ancora una certa mobilità al collo dell'animale; si suppone inoltre che la pinna dorsale fosse ancora poco sviluppata. Altre caratteristiche, invece, erano tipiche dei cetacei più avanzati: la scatola cranica ricorda più gli odontoceti attuali che gli archeoceti, e vi sono indizi che fanno supporre una primitiva ecolocazione, evidentemente già presente in Squalodon.

## Classificazione

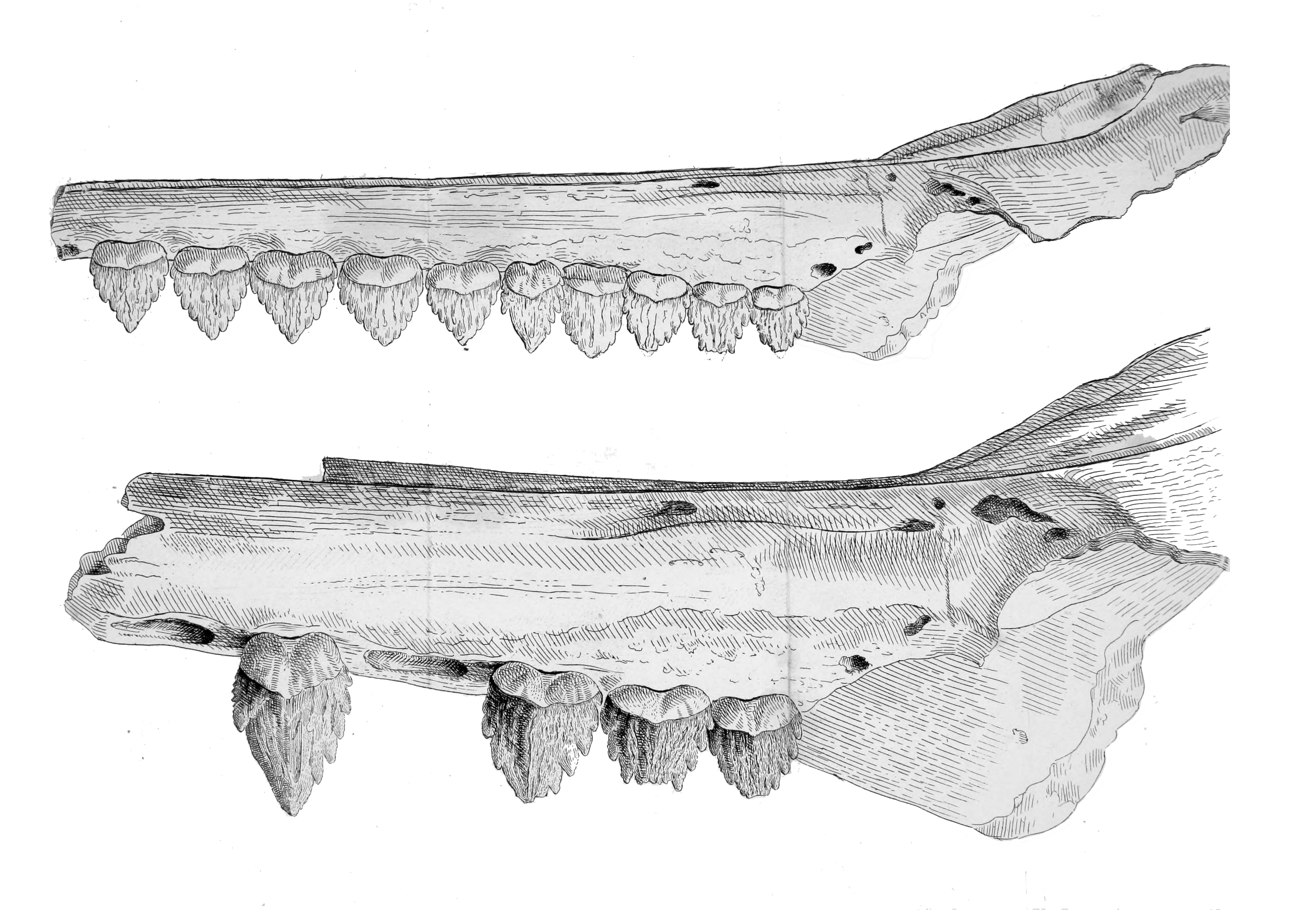
Il frammento di mascella descritto da Grateloup

Squalodon è stato descritto per la prima volta nel 1840 da Jean Pierre Sylvestre de Grateloup, che erroneamente lo considerò un rettile fossile affine a Iguanodon. Successivamente resti più completi permisero di attribuire correttamente Squalodon ai cetacei. Questo animale dà il nome al gruppo degli squalodontoidi, un gruppo di cetacei dalle caratteristiche intermedie tra i primitivi archeoceti e i più evoluti odontoceti. A volte questi animali (McKenna e Bell, 1997) sono classificati al di fuori degli odontoceti (il grande gruppo di cetacei dentati che comprende delfini, focene e capodogli), ma più spesso sono considerati parte di esso. 

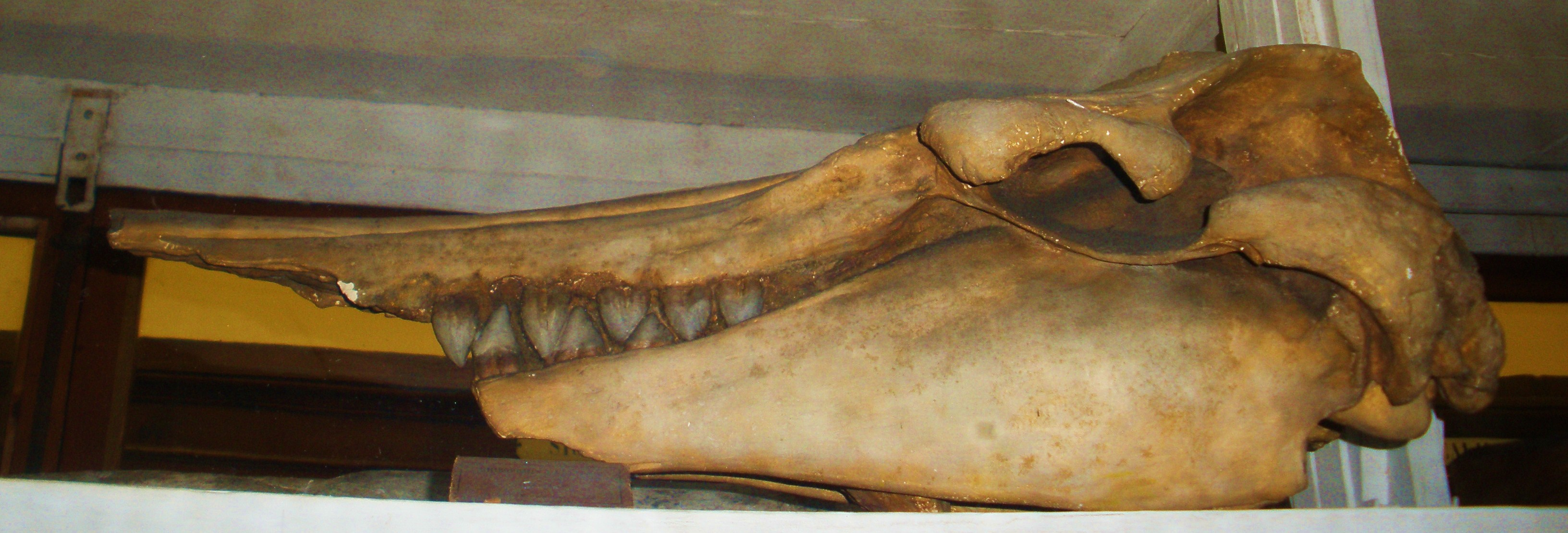
Cranio di S. bariensis conservato al Museo Capellini di Bologna

A Squalodon sono state attribuite numerose specie, note spesso per resti frammentari. In Italia, ad esempio, sono stati ritrovati Squalodon bariensis e S. bellunensis , mentre in Nordamerica esemplari ben conservati di S. calvertensis sono stati ritrovati in Maryland. Tra i generi simili, da ricordare Prosqualodon (dal cranio molto corto), Phoberodon (dal cranio di lunghezza intermedia) e Neosqualodon, rinvenuto anche in Sicilia e dotato di un rostro allungatissimo.

## Paleoecologia

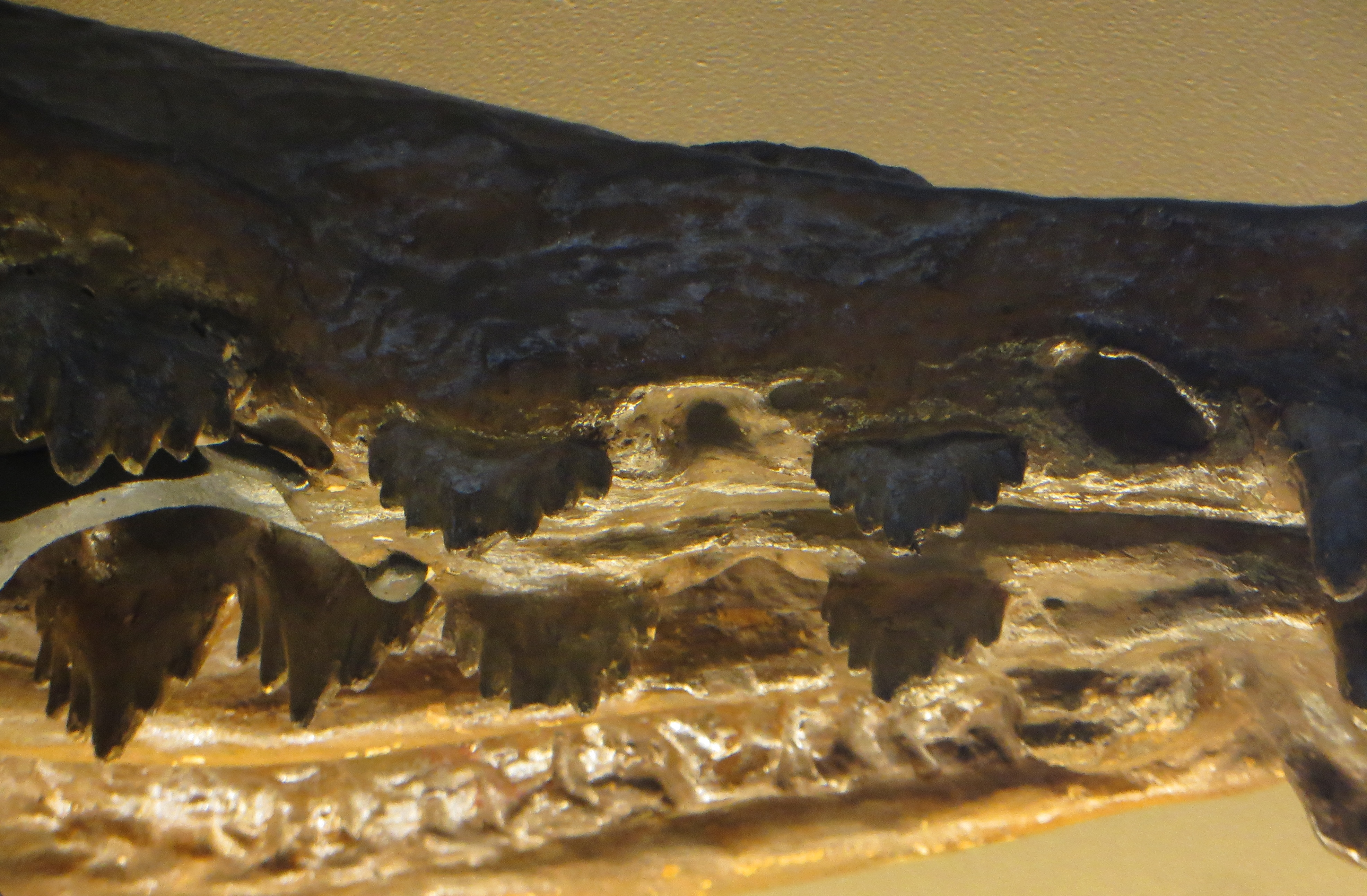
Particolare del cranio di S. grateloupi; in evidenza la dentatura

I fossili di Squalodon sono stati ritrovati in numerosi sedimenti marini, e si suppone che questo animale abitasse acque calde; il lungo rostro dentato permetteva a Squalodon di arpionare una grande varietà di prede, ed è probabile che i denti seghettati funzionassero come cesoie quando le mascelle si richiudevano.